# الألزاس واللورين

الألزاس واللورين ضمن الإمبراطورية الألمانية

أراضي الألزاس واللورين الإمبراطورية (بالألمانية: Reichsland Elsass-Lothringen) إقليم أوجدته الإمبراطورية الألمانية في عام 1871 بعد أن ضمت غالبية منطقة الألزاس ومنطقة موزيل في اللورين بعد انتصارها في الحرب الفرنسية البروسية. يقع الجزء الألزاسي في وادي الراين على الضفة الغربية لنهر الراين وشرق جبال الفوج. كان قطاع اللورين في وادي موزيل العلوي إلى الشمال من جبال الفوج.
شملت أراضي الألزاس واللورين الإمبراطورية 93٪ من الألزاس (7٪ ظلت فرنسية) و 26٪ من اللورين (74٪ ظلت فرنسية). لأسباب تاريخية، لا تزال تطبق أحكام قانونية محددة في الإقليم في شكل قانون المحلي. في ما يتعلق بوضعها القانوني الخاص، منذ عودتها إلى فرنسا بعد الحرب العالمية الأولى، أحيل إلى أراضي إداريا باسم الألزاس وموزيل.

## معرض صور

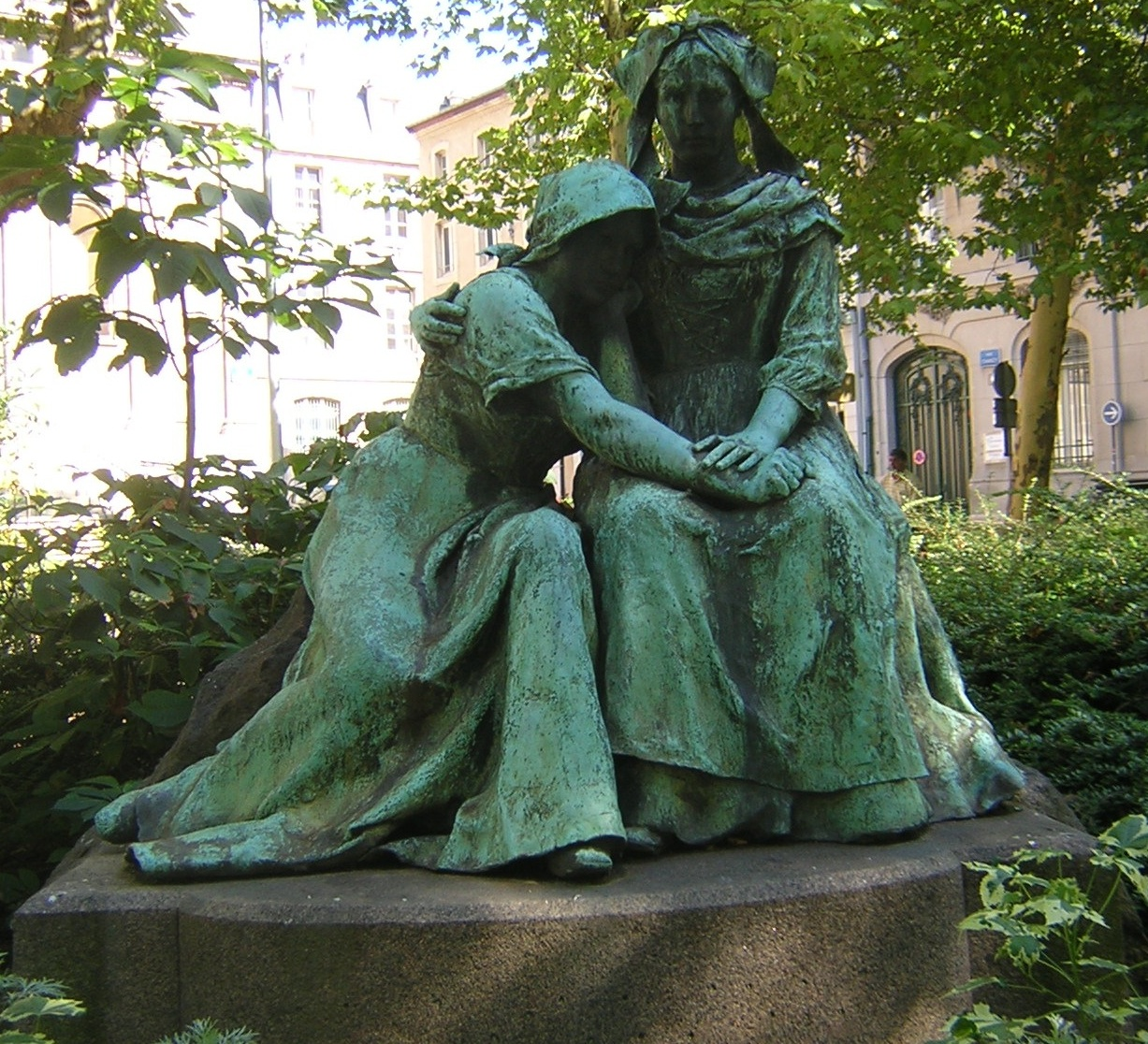
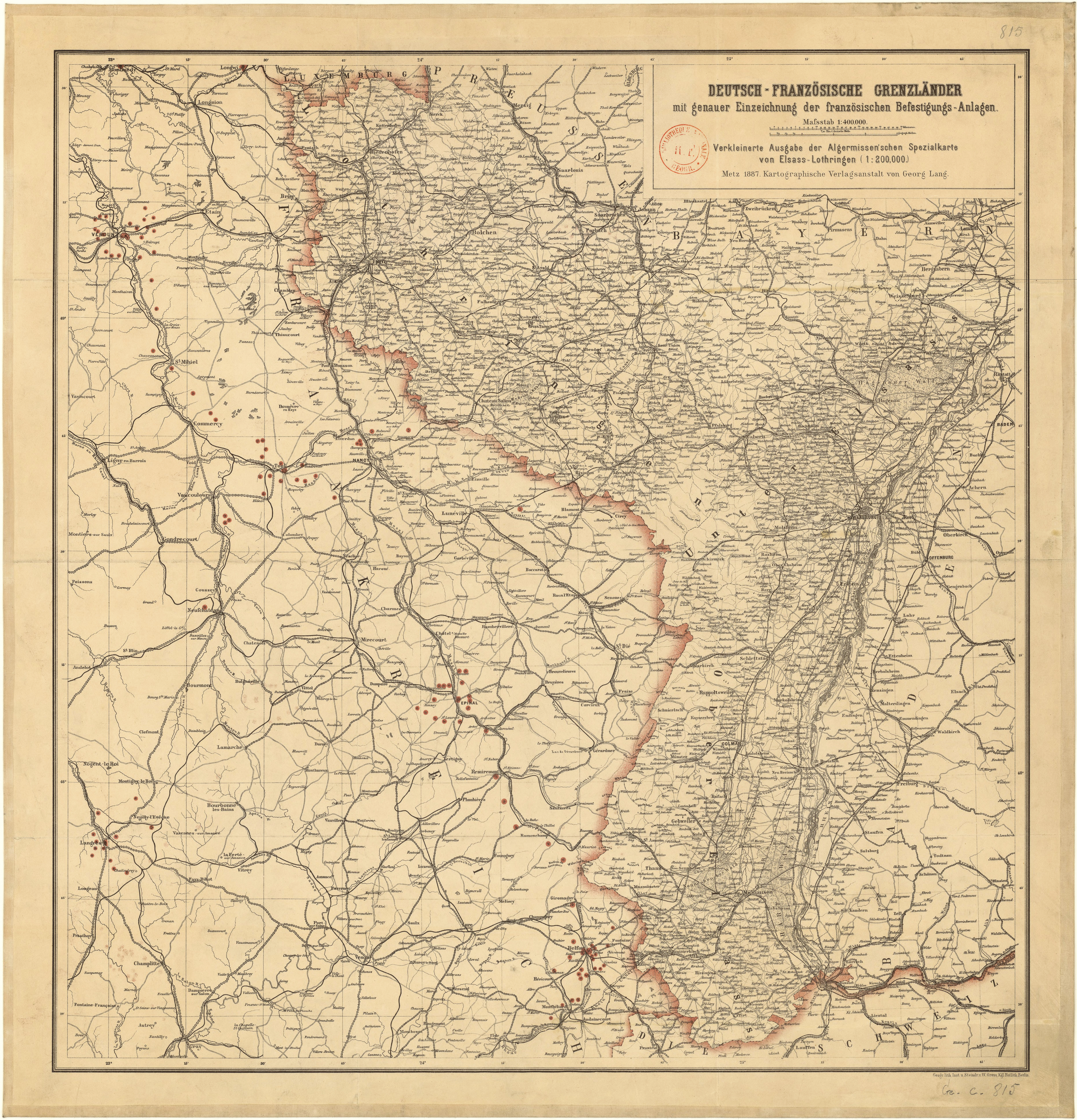
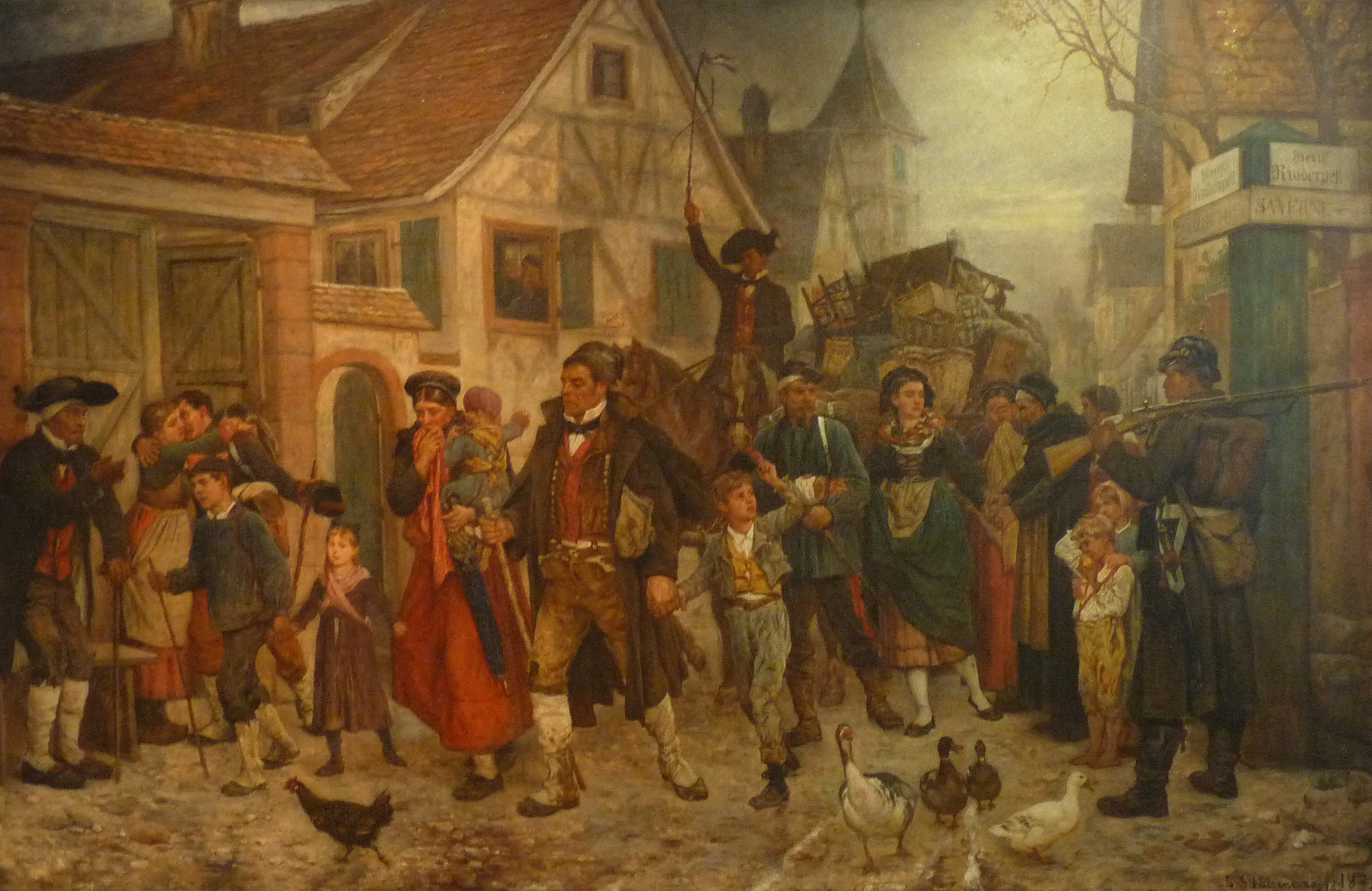
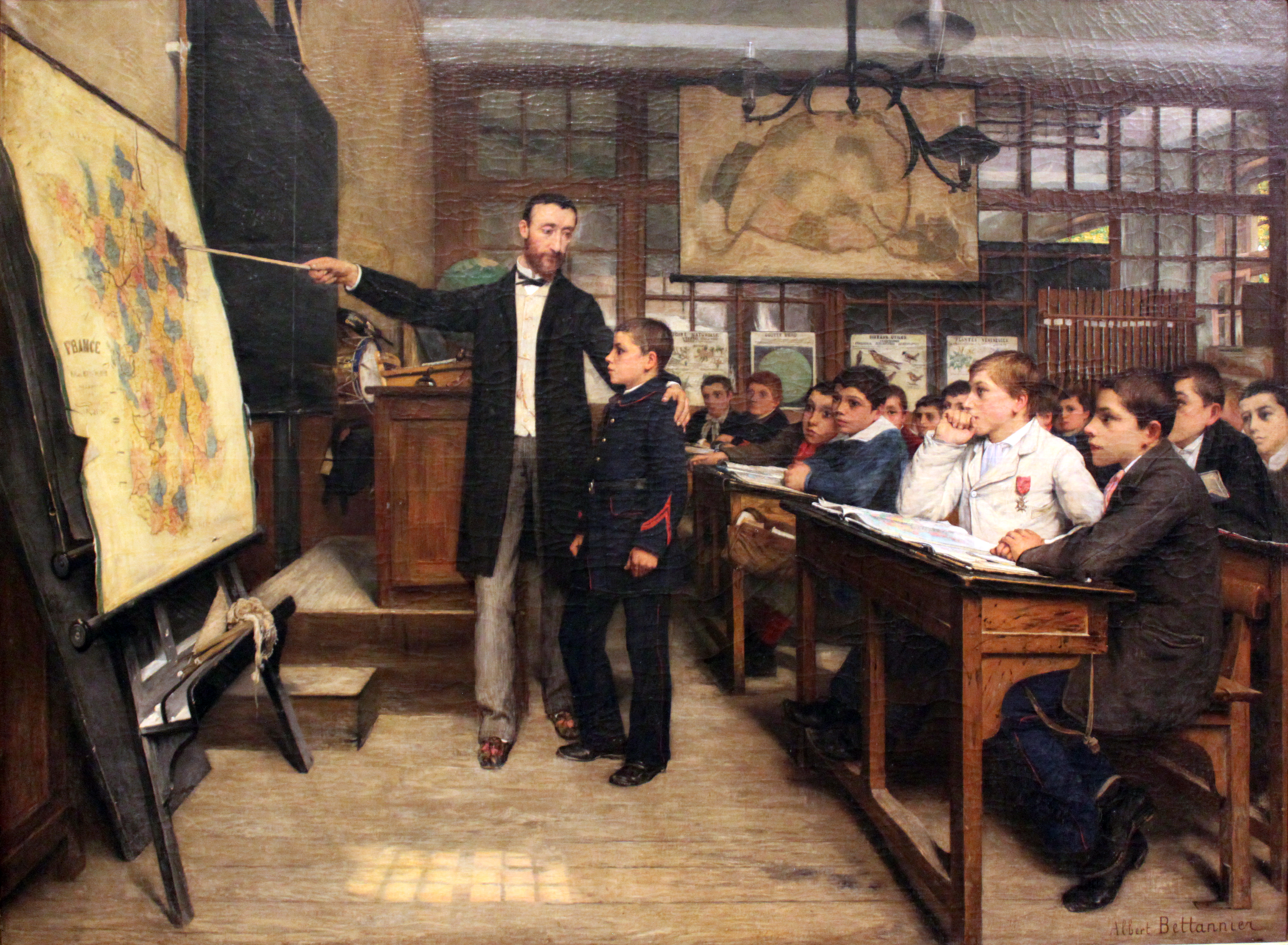

## أعلام
- راي بلوخ